# José Gregori
José Gregori (San Paolo, 13 ottobre 1930 – San Paolo, 3 settembre 2023) è stato un politico e avvocato brasiliano.

## Biografia
Apparteneva a una nota famiglia italobrasiliana: ebbe per nonno materno l'imprenditore Orfeo Paraventi, e per zio Celestino Paraventi, cantante lirico e mecenate. Inoltre era fratello della conduttrice televisiva Maria Teresa Gregori.
Si laureò in Diritto presso l'Università di San Paolo e svolse per anni la professione legale.
Fu Segretario Nazionale dei Diritti Umani del Brasile dall'8 aprile 1997 al 20 giugno 2000 e Ministro della Giustizia dal 14 aprile 2000 al 14 novembre 2001, nel governo di Fernando Henrique Cardoso (PSDB).
Nel 2011 fu ammesso nell'Academia Paulista de Letras (APL).
Durante le elezioni presidenziali del 2022, dichiarò la sua intenzione di voto per Luiz Inácio Lula da Silva (PT), risultato poi eletto.
Gregori è morto nel 2023, ultranovantenne. 

## Vita privata
Con la moglie Maria Helena da Fonseca, che lo lasciò vedovo nel 2015, ebbe tre figlie: Maria Stella, Maria Filomena e Maria Cecília.